# Alger Hiss
Alger Hiss, född 11 november 1904 i Baltimore i Maryland, död 15 november 1996 i New York i delstaten New York, var en amerikansk jurist, ämbetsman och FN-diplomat som 1948 anklagades för att ha varit sovjetisk spion och i samband med det fälldes av domstol för mened 1950. Han dömdes till fem års fängelse. 

## Biografi
Alger Hiss tog juristexamen vid Harvard Law School 1929 och arbetade sedan ett år som sekreterare hos domaren i USA:s högsta domstol, Oliver Wendell Holmes, Jr.. Därefter arbetade han vid en advokatbyrå i Boston. 1933 började Hiss arbeta med New Deal-frågor för Franklin D. Roosevelts regering. Från 1936 tjänstgjorde han vid utrikesdepartementet. Vid Jaltakonferensen 1945 var han rådgivare åt Roosevelt och samma år tillförordnad generalsekreterare för FN:s konferens i San Francisco. 1946 lämnade han arbetet hos regeringen och blev ordförande för Carnegie Endowment for International Peace.
Den 3 augusti 1948 anklagade Whittaker Chambers, som var redaktör på tidningen TIME och före detta kommunistkurir, Alger Hiss för att vara medlem i kommunistpartiet. Hiss förnekade anklagelserna och inledde en process om ärekränkning mot Chambers vilket följdes av att Chambers för första gången berättade om hemliga UD-handlingar som Hiss under slutet av 1930-talet skulle ha lämnat över till honom, i avsikt att materialet sedan skulle vidarebefordras till en sovjetisk agent.  
Richard Nixon var en av de personer som drev fallet för att få Hiss fälld. Det blev en viktig språngbräda i Nixons karriär och bidrog till att han gick från representanthuset till senaten 1950 och sedan till vicepresidentposten 1952.
Hiss kunde inte åtalas för spioneri eftersom preskriptionstiden för det misstänkta brottet gått ut men han åtalades istället på två punkter för mened: att ha ljugit när han hävdat att han inte träffat Chambers efter den 1 januari 1937 samt när han förnekade att han lämnat över dokument till Chambers. Den första rättegången hölls 1949 men juryn kunde inte komma till något beslut. En andra rättegång hölls 1950 och den 21 januari fälldes Hiss på båda åtalspunkterna. Fyra dagar senare dömdes han till fem års fängelse.
Rättegången orsakade mycket debatt och många trodde att FBI hade manipulerat bevis för att försäkra sig om en fällade dom. Hiss avtjänade större delen av sitt straff i Lewisburg Federal Penitentiary i Pennsylvania. Efter tre år i fängelse frigavs han i förtid i november 1954 tack vare gott uppförande och han återvände till privatlivet. 1957 skrev han boken In the Court of Public Opinion där han förnekade alla anklagelser mot honom. Alger Hiss hävdade fram till sin död att han var oskyldig.
Efter att meddelanden inom Venonaprojektet blivit offentliggjorda 1995, pekades Hiss ut som den sovjetiska spionen som gick under kodnamnet ALES, och de flesta bedömare tror idag att han var skyldig. Anklagelserna om att Hiss var spion fanns redan i ett memorandum till Vita huset från J. Edgar Hoover den 29 maj 1946, och Venonaprojektet identifierade ALES som Hiss redan 1950, men man valde att inte använda materialet i domstol och därmed avslöja projektet. Sammankoppling av ALES med Hiss har dock ifrågasatts av somliga, exempelvis juristprofessorn John Lowenthal, och frågan om hans skuld är fortfarande omdiskuterad.